# Breda Ba.46
Breda Ba.46 là một loại máy bay ném bom/vận tải 3 động cơ của Ý, được phát triển vào giữa thập niên 1930, nhưng không được sản xuất.

## Tính năng kỹ chiến thuật
Dữ liệu lấy từ Italian Civil and Military Aircraft 1930-45
Đặc tính tổng quan
- Sức chứa: 12 lính
- Chiều dài: 16,75 m (54 ft 11 in)
- Sải cánh: 30,00 m (98 ft 5 in)
- Chiều cao: 4,153 m (13 ft 7,5 in)
- Diện tích cánh: 104,0 m2 (1.119 foot vuông)
- Trọng lượng rỗng: 5.488 kg (12.100 lb)
- Trọng lượng cất cánh tối đa: 9.280 kg (20.460 lb)[chuyển đổi: tùy chọn không hợp lệ]
- Động cơ: 3 × Alfa Romeo 125 RC.35 (chế tạo theo giấy phép của động cơ Bristol Pegasus) radial, 480 kW (650 hp)  mỗi chiếc

Hiệu suất bay
- Vận tốc cực đại: 315 km/h; 170 kn (196 mph) trên độ cao 5.000 m (16.400 ft)
- Vận tốc hành trình: 259 km/h; 140 kn (161 mph) trên độ cao 3.000 m (9.840 ft)
- Tầm bay: 2.000 km; 1.080 nmi (1.243 mi) với 1.000 kg (2,200 lb) bom và không chở lính.
- Trần bay: 7.730 m (25.360 ft)
- Thời gian lên độ cao: 18 phút lên độ cao 5.000 m (16.400 ft)

Vũ khí trang bị

- Súng: 3 súng máy 7,7 mm (0.303 in) Breda-SAFAT và 2× súng máy 7,7 mm (0.303 in) hoặc 1 khẩu 12. mm (0.5 in)
- Bom: 2.000 kg {4.400 lb) khi không chở lính; 1.000 kg (2.200 lb) với 12 lính